# Aleksandar Jovanović
Aleksandar Jovanović (serbisk: Александар Јовановић; født 6. november 1992) er en serbisk fodboldspiller, der er målmand for serbiske FK Partizan.
Tidligere spillede han i flere spanske klubber samt i AGF og før det i FK Radnički Niš; han har desuden været udtaget til det serbiske landshold, dog uden at få debut.

## Klubkarriere

### Radnički Niš
Efter en kort periode i Donji Srem, skiftede Jovanović til Radnički Niš i sommeren 2015 som erstatning for Milan Borjan. Han skrev under på en toårig kontrakt i klubben, hvor han også tilbragte sin ungdomskarriere. Efter kun at have lukket otte mål ind i 18 kampe udtrykte FK Partizan interesse i målmanden.

### AGF
Han var udset til at overtage målmandsposten i AGF efter den mangeårige faste førstemålmand, Steffen Rasmussen, og han fik debut i den første kamp i Superligaen 2016-17, hvor han dog ikke kunne forhindre et mål mod slutningen fra SønderjyskE; AGF vandt kampen 2-1. Han blev en populær skikkelse i den aarhusianske klub, men han havde selv ambitioner om at prøve sig selv af på et højere niveau.

### Huesca
I sommeren 2018 fortsatte Jovanović karrieren i den nyoprykkede La Liga-)klub SD Huesca. I sin første sæson fik han 2 kampe, og da klubben derpå rykkede ud af den spanske liga igen, udtrykte Jovanović ønske om at komme videre.

### Retur til AGF
Muligheden viste sig midlertidigt, da den nye førstemålmand i hans forrige klub AGF, William Eskelinen, lige inden afslutningen af sommerens transfervindue blev skadet. Klubben reagerede ved at leje Jovanović for resten af efterårssæsonen.

### Deportivo La Coruña
Efter at være vendt tilbage fra AGF blev Jovanović udlejet igen, denne gang til Deportivo La Coruña, hvor det blev til en enkelt kamp.

### Apollon Limassol
I september 2020 købte Apollon Limassol Jovanović af Huesca.